# Diet Pepsi (песня)
«Diet Pepsi» — песня американской певицы Эддисон Рэй, выпущенная 9 августа 2024 года на лейбле Columbia Records в качестве дебютного сингла на крупном лейбле, а также стала её первым синглом за 3 года после «Obsessed» (2021). «Diet Pepsi» получила положительные отзывы, в отличие от первой, и попала в чарты в нескольких странах мира. Песня в стиле поп и синти-поп с ярко выраженным альтернативным поп-звучанием рассказывает о «бессмертном чувстве молодости и влюбленности».
Песня «Diet Pepsi» стала прорывом Рэй, заняв 54-е место в Billboard Hot 100. За пределами США «Diet Pepsi» вошла в первую десятку чартов в Ирландии, Сингапуре и Великобритании, а также в первую двадцатку чартов в Австралии, Новой Зеландии и на Филиппинах. Критики высоко оценили вокальные данные Рэй и использование модуляций, а также сравнили песню с ранними работами Ланы Дель Рей. Песня «Diet Pepsi» вошла в рейтинги лучших песен 2024 года, составленные многочисленными критиками и музыкальными изданиями.

## Предыстория
Рэй поделилась первыми намёками на новую музыку в июне 2024 года через свои социальные сети. Певица стала более конкретной в начале августа 2024 года, опубликовав фрагменты и текст песни. 5 августа она объявила дату выхода и название своего дебютного сингла с Columbia Records.

## Отзывы
Песня получила положительные отзывы как от критиков, так и от слушателей, которые похвалили Рэй за успешный переход от прежней поп-лирики и звукового направления Бабблгам-поп к более зрелому звучанию. Billboard назвал песню «поворотным моментом» в творческом пути Рэй, поскольку она создаёт более чёткий план того, кем Рэй является как артист, в отличие от предыдущих проектов.
Газета New York Times назвала песню «слуховым воплощением изысканной сдержанности», а несколько критиков похвалили «дышащий» вокал Рэй и смену тональности, использованную в финальном припеве песни.
Бриттани Спанос в журнале Rolling Stone отметила, что в своей новой песне Эддисон Рэй «воплощает образ Ланы Дель Рей эпохи Born To Die». Журнал «The Face» в своей редакционной колонке «Лучшие новый песни» также отметил влияние Дель Рей и Бритни Спирс: «„Diet Pepsi“ звучит так, словно у Ланы Дель Рей и Бритни Спирс родился ребёнок». Джейсон Фрэнк в Vulture также ссылается на Лану Дель Рей, упоминая схожесть со строчками из её песни «Cola»: «Моя киска на вкус, как Пепси-кола» (англ. «My pussy tastes like Pepsi cola»). У Рэй звучит фраза: «Моя задница отлично смотрится в этих рваных голубых джинсах / Мои щёки красные, как вишни весной» (англ. «My ass looks good in these ripped blue jeans / My cheeks are red like cherries in the spring»).

### Итоговые списки критиков
| Публикация         | Список                               | Ранг | Ссылка |
| ------------------ | ------------------------------------ | ---- | ------ |
| Billboard          | The 100 Best Songs of 2024           | 8    | [ 10 ] |
| Dazed              | The 100 Best Songs of 2024           | 1    | [ 17 ] |
| Dork               | Dork’s tracks of the year 2024       | 10   | [ 18 ] |
| Exclaim!           | 20 Best Songs of 2024                | 12   | [ 19 ] |
| The Fader          | The 50 best songs of 2024            | 2    | [ 20 ] |
| The Guardian       | The 20 best songs of 2024            | 8    | [ 11 ] |
| The New York Times | Best Songs of 2024                   | 4    | [ 9 ]  |
| NME                | The 50 Best Songs of 2024            | 44   | [ 21 ] |
| Paper              | Paper’s Best Songs of 2024           | н/д  | [ 22 ] |
| Paste              | The 100 Best Songs of 2024           | 31   | [ 23 ] |
| Pitchfork          | The 100 Best Songs of 2024           | 13   | [ 13 ] |
| Rolling Stone      | The 100 Best Songs of 2024           | 22   | [ 24 ] |
| Rolling Stone      | Rob Sheffield's Top 25 Songs of 2024 | 4    | [ 25 ] |
| Slant              | The 50 Best Songs Of 2024            | 39   | [ 26 ] |
| Stereogum          | The 50 Best Songs Of 2024            | 20   | [ 12 ] |
| Uproxx             | The Best Songs Of 2024               | н/д  | [ 27 ] |
| Variety            | The 50 Best Songs of 2024            | н/д  | [ 28 ] |

## Музыкальное видео
Официальное музыкальное видео было выпущено вместе с песней 9 августа 2024 года, а режиссёром выступил Шон Прайс Уильямс. В клипе Рэй рассказывает о ещё не вышедшей песне и веселится на заднем сиденье автомобиля вместе со своим любовником, которого изображает американский актёр Дрю Ван Эккер.

## Живые выступления
Рэй исполнила «Diet Pepsi» вместе с Charli XCX и Троем Сиваном во время тура «The Sweat Tour» в Мэдисон-Сквер-Гарден (Нью-Йорк), 23 сентября 2024 года. Песня была исполнена Камилой Кабельо в Live Lounge для BBC Radio 1 в том же месяце, и Кабельо заявила, что хотела бы написать эту песню сама. Blondshell также выпустили кавер-версию песни, записанную на SiriusXMU в июне 2025 года.
Рей исполнила песню на родственных площадках The Box в Нью-Йорке и Лондоне во время специальных живых выступлений, посвященных выпуску ее дебютного альбома 5 и 10 июня 2025 года соответственно.
3—4 июля 2025 года во время тура Ланы Дель Рей в Лондоне она вместе с Эддисон Рэй на Уэмбли исполнили «Diet Pepsi» и «57.5».

## Чарты
| Чарт (2024)                            | Высшая позиция |
| -------------------------------------- | -------------- |
| Австралия (ARIA)                       | 18             |
| Канада (Canadian Hot 100)              | 39             |
| Финляндия (Radiosoittolista Airplay)   | 36             |
| Мир (Global 200, Billboard)            | 35             |
| Ирландия (IRMA)                        | 7              |
| Нидерланды (Single Tip)                | 4              |
| Нидерланды (Global Top 40)             | 40             |
| Новая Зеландия (RMNZ)                  | 17             |
| Сингапур (RIAS)                        | 10             |
| Швейцария (Schweizer Hitparade)        | 65             |
| Великобритания (OCC UK Singles)        | 10             |
| США Billboard Hot 100                  | 54             |
| США Adult Contemporary (Billboard)     | 30             |
| США Adult Pop Airplay (Billboard)      | 16             |
| США Dance/Mix Show Airplay (Billboard) | 31             |
| США Pop Airplay (Billboard)            | 9              |

## Сертификации
| Регион                                                                      | Сертификация | Продажи |
| --------------------------------------------------------------------------- | ------------ | ------- |
| Австралия (ARIA)                                                            | Золотой      | 35 000  |
| Канада (Music Canada)                                                       | Золотой      | 40 000  |
| Новая Зеландия (RMNZ)                                                       | Золотой      | 15 000  |
| Великобритания (BPI)                                                        | Серебряный   | 200 000 |
| США (RIAA)                                                                  | Золотой      | 500 000 |
| Данные о продажах + прослушиваниях приведены только на основе сертификации. |              |         |